# Víctor Olmos
Víctor Olmos Balldeou (Madrid, 1935) es un periodista español que fue director de la edición española de la revista estadounidense Readers's Digest durante dos décadas desde 1963, y ocupó varios cargos de dirección y corresponsalía en la Agencia EFE española de noticias. Además, es autor de varios libros de referencia sobre la historia del periodismo en España y de instituciones emblemáticas de Madrid.

## Trayectoria
En 1957, Olmos se graduó en la Escuela Oficial de Periodismo de Madrid, la única institución en ese momento en la que se podía estudiar para formarse como periodista. En esos años de estudios, fue redactor en prácticas del periódico ABC y, antes de graduarse, entró a trabajar en la sección de Internacional de la Agencia EFE. Posteriormente, fue corresponsal en España de la agencia británica de noticias Reuters, donde trabajó con el periodista estadounidense Henry Buckley, hasta que le ofrecieron un cargo de dirección para la edición española de Readers's Digest. Así fue como nació Selecciones, que Olmos dirigió entre 1963 y 1984.
Pese a trabajar en otros medios, su vinculación con la Agencia EFE siguió siendo fuerte a lo largo de su carrera, y ocupó diversos cargos dentro y fuera de España. Así, Olmos fue director de Internacional de 1976 a 1977, dejando puntualmente la dirección de Selecciones. Cuando finalmente terminó su etapa en Reader's Digest, se trasladó a Washington como delegado de la Agencia EFE en Estados Unidos y Canadá hasta 1987. A su regreso a España, fue director de Reportajes, también de Control y Estilo, adjunto al director de Información y, finalmente, subdirector entre 1994 y 1997.
Siendo todavía parte de EFE, escribió Historia de la Agencia EFE. El mundo en español (1997), un libro de referencia entre profesionales y estudiantes de periodismo sobre la historia de la agencia española de noticias más antigua. Sin embargo, fue después de jubilarse cuando Olmos se volcó en la escritura de varios libros relacionados con la historia del periodismo en España, tales como Historia del ABC. 100 años clave en la historia de España (2002), o Un día en la vida de El Mundo (2004). Destaca de esta época, la obra en tres tomos La Casa de los Periodistas sobre la historia de la Asociación de la Prensa de Madrid, desde su fundación en 1895 hasta 2010.
En 2015, publicó ¡Haz reír, haz reír!, una biografía del dramaturgo Enrique Jardiel Poncela a la que había dedicado dos años completos a escribir. En esta obra, se habla del fracaso de la compañía de Poncela en Argentina y Uruguay a mediados de los años 40. Según la investigación de Olmos en publicaciones de Buenos Aires y Montevideo, los exiliados españoles le tildaron de "fascista" y predispusieron a la crítica contra él. Además, sus textos estaban repletos de modismos madrileños que dificultaban su comprensión entre la audiencia latinoamericana.
Al año siguiente, Olmos se embarcó en otro proyecto sobre la historia del Ateneo de Madrid, del que es socio, y que lleva por título Ágora de la libertad. En 2016, publicó un primer tomo que abarca el periodo que va desde la fundación de la institución en 1820 hasta 1923. Dos años después, en 2018, vio la luz el segundo volumen que relata la historia del Ateneo hasta 1962. El tercer y último tomo se publicará en 2020 como parte de la celebración del bicentenario de la institución española.

## Obra
- 2018 – Ágora de la libertad. Historia del Ateneo de Madrid. Tomo II: (1923-1962). Sevilla. Ediciones Ulises. ISBN 9788416300648.
- 2016 – Ágora de la libertad. Historia del Ateneo de Madrid. Tomo I: (1820-1923). Sevilla. Ediciones Ulises. ISBN 9788416300631.
- 2015 – ¡Haz reír, haz reír! Vida y obra de Enrique Jardiel Poncela. Sevilla. Editorial Renacimiento. ISBN  9788484725435.
- 2011 – La Casa de los Periodistas. Asociación de la Prensa de Madrid: 1979-2010. Madrid. Ediciones APM (Asociación de la Prensa de Madrid). ISBN 9788487641442.
- 2008 – La Casa de los Periodistas. Asociación de la Prensa de Madrid: 1951-1978. Madrid. Ediciones APM (Asociación de la Prensa de Madrid). ISBN 9788487641343.
- 2006 – La Casa de los Periodistas. Asociación de la Prensa de Madrid 1895-1950. Madrid. Ediciones APM (Asociación de la Prensa de Madrid). ISBN 9788487641251.
- 2004 – Un día en la vida de El Mundo. La esfera de los Libros. ISBN 9788497341721.
- 2002 – Historia del ABC. 100 años clave en la historia de España. Plaza & Janés Editores. ISBN 9788401378140.
- 1997 – Historia de la Agencia EFE. El mundo en español. Editorial Espasa Calpe. ISBN 9788423987825.